# ロネ・シェルフィグ
ロネ・シェルフィグ（Lone Scherfig, 1959年5月2日 - ）はデンマーク出身の女性映画監督。

## 略歴
叔父は作家のw:Hans Scherfig。デンマークの映画学校を卒業し、1990年に初監督作品を発表。
2000年に監督したドグマ映画『幸せになるためのイタリア語講座』がベルリン国際映画祭銀熊賞を受賞し、世界的にヒット。
2009年、イギリス映画『17歳の肖像』の監督を務め、この作品でサンダンス映画祭の観客賞を受賞した。

## 主な作品
- 幸せになるためのイタリア語講座 Italiensk for begyndere (2000) - 監督・脚本
- ウィルバーの事情 Wilbur Wants to Kill Himself (2002) - 監督・脚本
- 17歳の肖像 An Education (2009) - 監督
- ワン・デイ 23年のラブストーリー One Day (2011) - 監督
- ライオット・クラブ The Riot Club (2014) - 監督
- 人生はシネマティック! Their Finest (2016) - 監督
- ニューヨーク 親切なロシア料理店 The Kindness of Strangers (2019) - 監督・脚本・製作総指揮